# آمبونه آلن یسایاه
آمبونه آلن یسایاه (انگلیسی: A.Y.؛ زادهٔ ۵ ژوئیهٔ ۱۹۸۱) موسیقی‌دان است.او اهل تانزانیا است.